# Echinohelea panamensis
Echinohelea panamensis är en tvåvingeart som beskrevs av Wirth 1994. Echinohelea panamensis ingår i släktet Echinohelea och familjen svidknott.
Artens utbredningsområde är Colombia. Inga underarter finns listade i Catalogue of Life.